# Тропічна савана Кімберлі
Тропічна савана Кімберлі (ідентифікатор WWF: AA0706) — австралазійський екорегіон тропічних та субтропічних луків, саван і чагарників, розташований на північному заході Австралії.

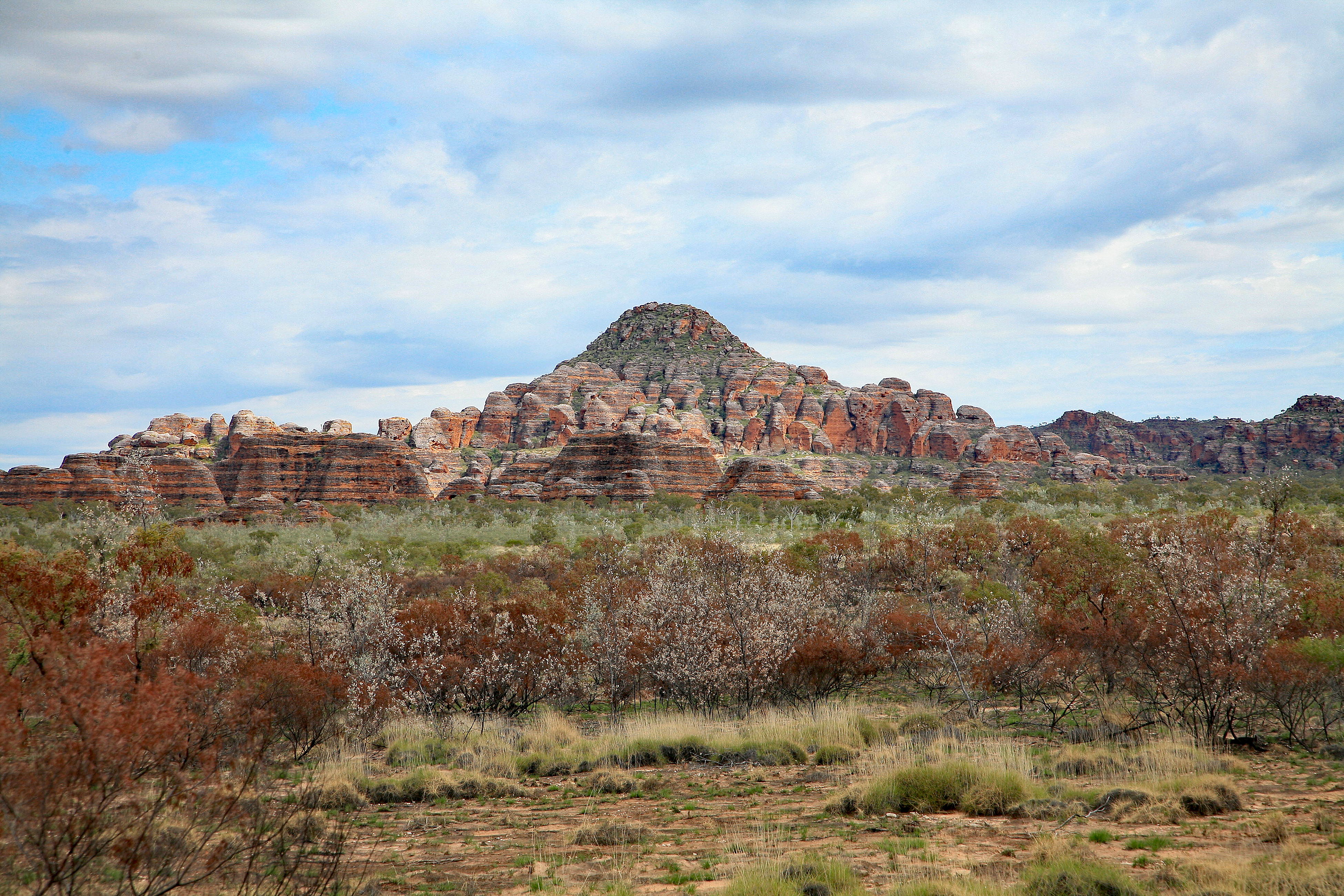
Ландшафт регіону Кімберлі

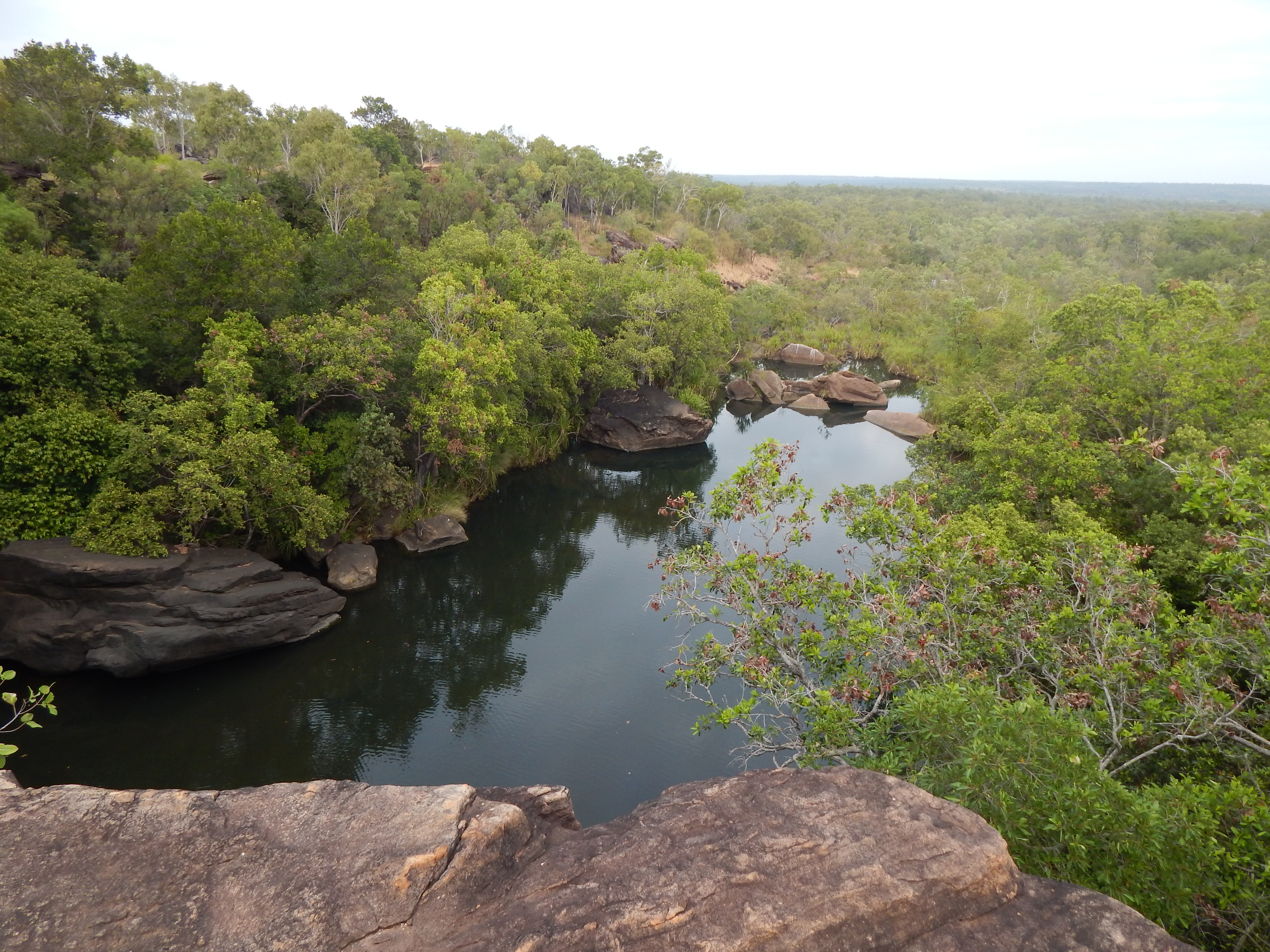
Ландшафт плато Мітчелл

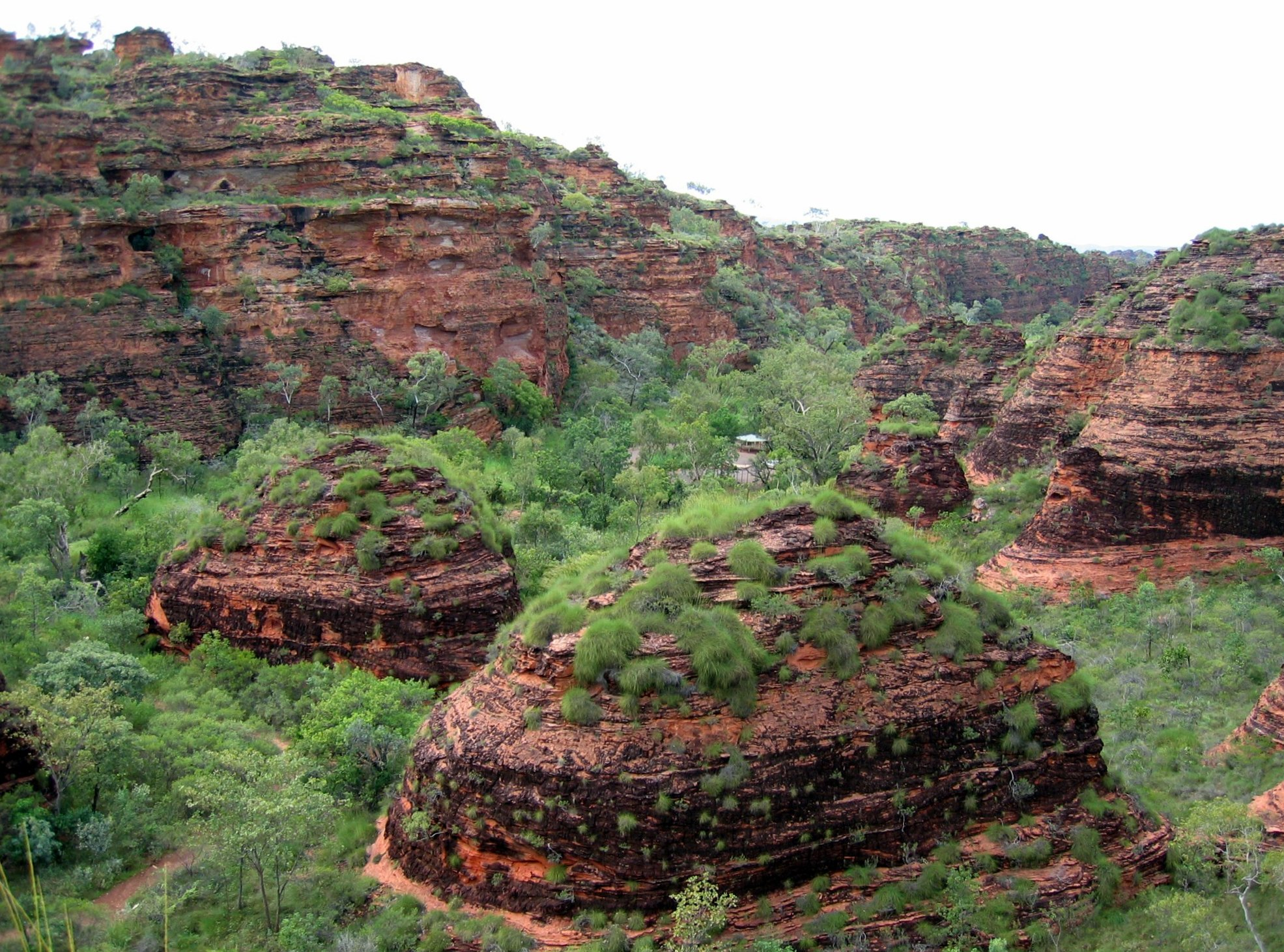
Пісковикові скелі у Національному парку Міріма

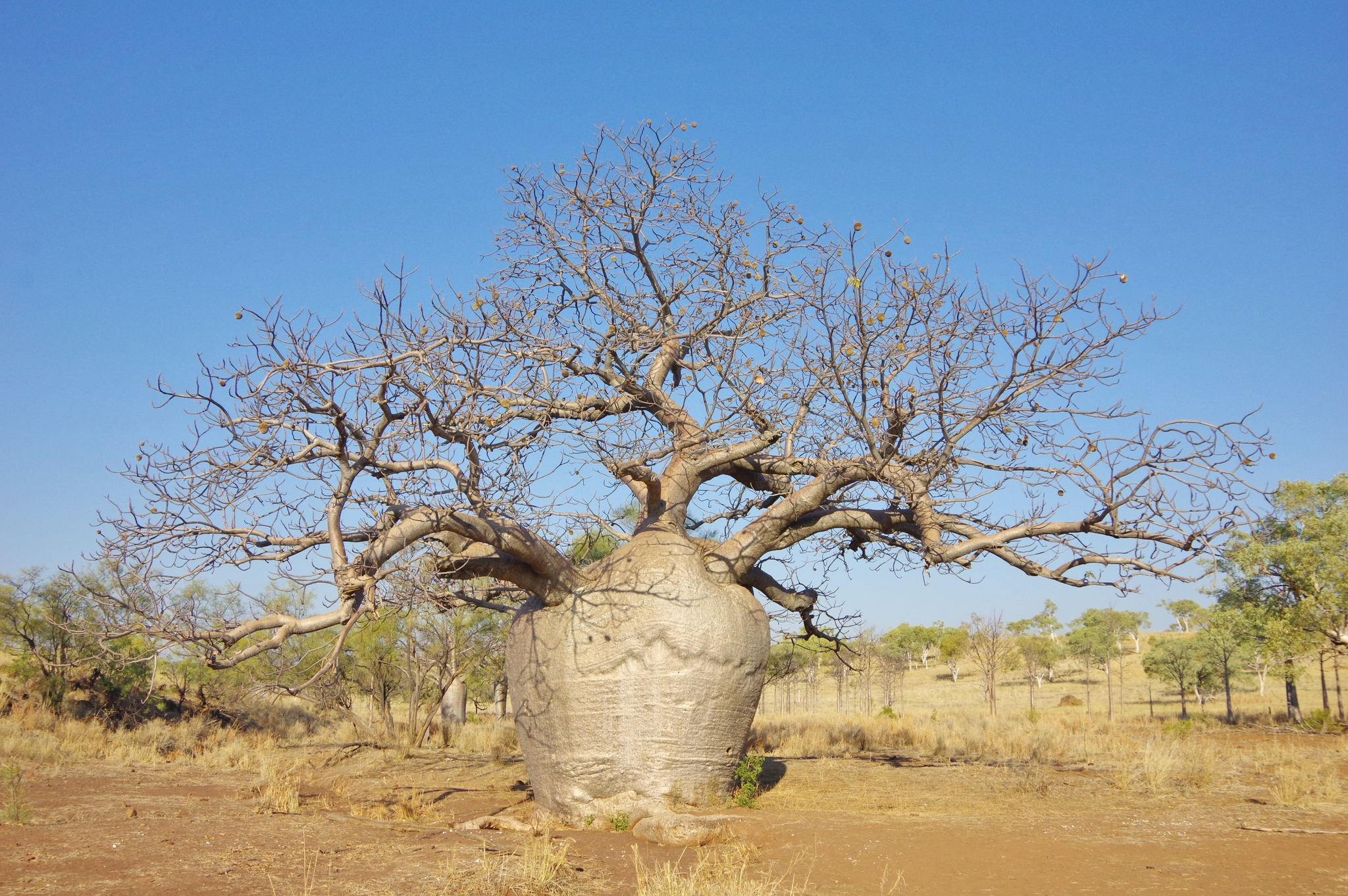
Боаб (Adansonia gregorii) під час сухого сезону

## Географія
Екорегіон тропічної савани Кімберлі розташований на північному заході Австралії. Він переважно охоплює регіон Кімберлі на півночі Західної Австралії, а також простягається на північний схід до північно-західних районів Північної Території. З півночі регіон омивається водами Тиморського моря. На північному сході він переходить у тропічну савану Арнемленду, на південному сході та півдні — у тропічну савану рівнин Вікторії, а на південному заході — у Велику Піщану пустелю.
На більшій частині регіону Кімберлі переважає нерівний, гористий рельєф з дуже стрімкими схилами. З геологічної точки зору тут переважають протерозойські пісковики та вапняки. Дуже давні гори регіону піддавалися сильній ерозії протягом мільйонів років, і їх висота не перевищує 1000 м над рівнем моря, а річки та струмки прорізали серед пісковикових блоків вражаючі ущелини. Серед головних річок екорегіону слід відзначити Фіцрой, Мей, Дрісдейл, Д'юрак, Орд, Вікторію, Кетрін, Флору та Дейлі.
Узбережжя Північного Кімберлі стрімке з численними прибережними острівцями. Тут зустрічаються ділянки базальтів, а на плато Мітчелл та на півострові Бугенвіль ґрунти вкриті бокситовим дурікрустом. Південна частина екорегіону, відома як Дампірленд, яка включає півострів Дампір та Восьмидесятимильний пляж — прибережну смугу, що простягається на південний захід уздовж узбережжя до гирла річки Де-Грей, має більш пологий рельєф. Тут переважають червоні піщані відклади, прибережні дюни та лагуни.

### Класифікація IBRA
Згідно з класифікацією IBRA екорегіон складається з п'яти біорегіонів: Північного Кімберлі, Центрального Кімберлі, Басейну Дейлі, Дампірленду та регіону Вікторія-Бонапарт.

## Клімат
На більшій частині екорегіону домінує саванний клімат (Aw за класифікацією кліматів Кеппена), а на півдні та південному заході, зокрема у Дампірленді, — напівпустельний клімат (BSh за класифікацією Кеппена). Температури високі протягом усього року. Максимальні середньомісячні температури коливаються від 25 °C до 35 °C. Розподіл опадів демонструє виражену сезонність: майже 90 % опадів випадає з жовтня по березень під час літніх мусонів, коли до регіону приходять руйнівні тропічні циклони, а протягом решти року триває сухий сезон. Найбільша кількість опадів випадає у прибережних районах на півночі екорегіону, а на півдні та у глибині країни опадів випадає менше. Середньорічна кількість опадів на північному плато Мітчелл становить 1400 мм, а в районі міста Брум на південному заході — близько 600 мм.

## Флора
Рослинний покрив екорегіону переважно представлений саванами та відкритими рідколіссями, видовий склад та структура яких залежить від кількості опадів, ґрунтів та впливу пожеж. У деяких частинах регіону зустрічаються водно-болотні угіддя та мусонні й прибережні ліси. Близько 230 видів рослин є ендеміками екорегіону.

### Рідколісся та савани
Найпоширенішим типом рослинності в регіоні Кімберлі є савани та рідколісся. У районах, де переважають піщані та суглинисті ґрунти, поширені різні види кривавих евкаліптів (Corymbia spp.), у районах з піщаними ґрунтами зустрічаються ендемічні боаби (Adansonia gregorii), а у районах, де ґрунти багатші, а опадів випадає більше, поширені дарвінські волокнисті евкаліпти (Eucalyptus tetrodonta) та дарвінські шерстисті евкаліпти (Eucalyptus miniata). Ці вічнозелені дерева утворюють відкритий лісовий намет на висоті 5-15 м над землею. В підліску переважають високі трави, зокрема різні види сорго (Sorghum spp.), різноборідника (Heteropogon spp.), золотоборідника (Chrysopogon spp.), темеди (Themeda spp.), арістіди (Aristida spp.) та еріахни (Eriachne spp.). У деяких рідколіссях, поширених на півночі Кімберлі, пальмові зарості лівістонії Істона (Livistona eastonii) формують густий середній ярус.
У річкових долинах, де переважають дрібнозернисті глинисті та глинисто-суглинкові ґрунти, поширені відкриті рідколісся, основу яких складають різні види терміналій (Terminalia spp.) і баугіній (Bauhinia spp.). Також у цих долинах зустрічаються луки, на яких переважають різні види золотоборідників (Chrysopogon spp.), арістід (Aristida spp.) та діхантіумів (Dichanthium spp.) або ксерохлоа (Xerochloa spp.) у більш вологих заплавах. Велику частину цих лісів та луків було перетворено на сільськогосподарські угіддя.

### Піндан
Особливим типом рослинних угруповань, поширеним на півострові Дампір та у деяких інших районах на південному заході екорегіону, зазвичай у місцевостях, де переважають червоні піщані ґрунти, є піндан. Основу цих однорідних, невисоких рідколісь складають різні види плетених акацій, зокрема звичайні пінданові акації (Acacia tumida), вузьколисті пінданові акації (Acacia eriopoda), плоскоплоді плетені акації (Acacia platycarpa) та плетені акації Коула, які виростають до 3-8 м заввишки. Зрідка над лісовим наметом піндану підіймаються криваві евкаліпти (Corymbia spp.).

### Мусонні дощові ліси
На території екорегіону, зазвичай в межах 150 км від узбережжя, зустрічаються невеликі, ізольовані ділянки мусонних дощових лісів. Загалом існує приблизно 1500 цих ділянок загальною площею 700 га, причому середня площа більшості з них не перевищує 4 га, лише 3 % ділянок мають площу понад 20 га, а найбільша ділянка мусонного лісу має площу 200 га. Мусонні дощові ліси складаються з напівлистяних або листяних дерев, які втрачають листя до кінця сухого сезону. У цих лісах поширені здерев'янілі ліани, які підіймаються у крони дерев; їх настільки багато, що невисокі мусонні дощові ліси також відомі як мусонні ліанові хащі. В підліску поширені невисокі дерева, чагарники та ліани. На відміну від навколишніх саван та рідколісь, які пристосовані до частих пожеж, мусонні дощові ліси не переносять впливу вогню. Дерева та чагарники у них часто мають м'ясисті плоди, які поїдають та розносять птахи, кажани та ссавці. Зазвичай мусонні дощові ліси ростуть за смугою прибережних дюн, на схилах пагорбів та осипів, на краях боліт та річок, а також в ущелинах та ярах. Дощові ліси мають відмінну від сусідніх саван та рідколісь флору, яка включає багато стародавніх рослин гондванського походження, а також види, характерні для австралазійських та індомалайських тропіків.
У Північному Кімберлі мусонні дощові ліси поширені на схилах і осипах біля підніжжя уступів, а також на краях прісноводних та мангрових боліт. Найбільше вони поширені на базальтових схилах біля підніжжя латеритних плато, зокрема на плато Мітчелл та на півострові Бугенвіль. Вічнозелені, напіввічнозелені та листопадні дерева формують лісовий намет на висоті 15–20 м над землею, над яким підіймаються високі емердженти. Серед дерев, поширених у мусонних дощових лісах Північного Кімберлі, слід відзначити пониклу аглаю (Aglaia elaeagnoidea), індійський сіріс (Albizia lebbeck), північний курраджонг (Brachychiton diversifolius), жовтолистий курраджонг (Brachychiton xanthophyllus), малабарське бавовняне дерево (Bombax ceiba), широколисте смердюче дерево (Dysoxylum latifolium), купчастий фікус (Ficus congesta), кучеряволистий фікус (Ficus geniculata var. insignis), щетинястий фікус (Ficus hispida var. hispida), червоний річковий фікус (Ficus racemosa var. racemosa), зелений фікус (Ficus virens var. virens), лускатий ганофіллум (Ganophyllum falcatum), пишноцвіту гаругу (Garuga floribunda), короткоцвіту гревію (Grewia breviflora), липку ліцею (Litsea glutinosa), малинову міліусу (Miliusa brahei), мамадженове дерево (Mimusops elengi), південний монун (Monoon australe), австралійський мускатник (Myristica insipida), червоноплодий курраджонг (Sterculia quadrifida), терміналію Фердинанда (Terminalia ferdinandiana), дрібноплоду терміналію (Terminalia microcarpa), черешкувату терміналію (Terminalia petiolaris), пухнасту райтію (Wrightia pubescens) та чотириокий зизифус (Ziziphus quadrilocularis), а серед невеликих дерев та кущів, поширених в підліску, — кімберлійський алектріон (Alectryon kimberleyanus), темну денемію (Denhamia obscura), дрібнолистий лаймоягідник (Glycosmis macrophylla), рожевоплодий лаймоягідник (Glycosmis trifoliata), голу гревію (Grewia multiflora), малий лаймоягідник (Micromelum minutum), мітлисту мурраю (Murraya paniculata), блискучий стрихнос (Strychnos lucida) та повстисту трему (Trema tomentosum). На окраїнах дощових лісів зустрічаються мильні плетені акації (Acacia holosericea), боаби (Adansonia gregorii), пропеллерні дерева (Gyrocarpus americanus) та коелеві антидесми (Antidesma ghaesembilla).
Мусонні ліанові ліси, поширені на півночі півострова Дампір, виростають до 12 м заввишки. У них переважають такі дерева, як черешкувата терміналія (Terminalia petiolaris), шовковистий мангарр (Sersalisia sericea), зелений фікус (Ficus virens var. virens), кучеряволистий фікус (Ficus geniculata var. insignis) та евкаліптоподібний сизигіум (Syzygium eucalyptoides subsp. bleeseri), а також терміналія Фердинанда (Terminalia ferdinandiana) або слива какаду, яка частіше зустрічається на узліссях. Також у дощових лісах Дампірленду зустрічаються кеш'юлисті купанії (Cupaniopsis anacardioides), приморські ебенові дерева (Diospyros maritima), широколисті ебенові дерева (Diospyros rugosula), молуккські сирні дерева (Pittosporum moluccanum), виткі малайзії (Malaisia scandens) та голі авраамові дерева (Vitex glabrata).
Прибережні мусонні ліанові хащі простягаються уздовж узбережжя від півострова Дампір аж до міста Брум, у райони, де середньорічна кількість опадів становить менше 600 мм. Тут вони зазвичай зустрічаються невеликими смугами вздовж підвітряного боку дюн та підтримуються неглибоким водоносним горизонтом. Характерними деревами, що зустрічаються в мусонних лісах на крайньому південному заході екорегіону, є ендемічні кейбл-бічські криваві евкаліпти (Corymbia paractia), а також філіппінські каркаси (Celtis philippensis), м'яколисті кротони (Croton habrophyllus), широколисті балларти (Exocarpos latifolius), блакитні чайні дерева (Melaleuca dealbata), черешкуваті терміналії (Terminalia petiolaris) та мамадженові дерева (Mimusops elengi). Серед ліан, поширених у цих лісах, слід відзначити ніпанові каперці (Capparis lasiantha), довгасту гімнатеру (Gymnanthera oblonga), кімберлійську парсонію (Parsonsia kimberleyensis), смердючу пасифлору (Passiflora foetida), австралійську тіноспору (Tinospora smilacina) та пробкову секамону (Secamone elliptica). У внутрішніх районах континенту ліанові хащі часто переходять у пінданові рідколісся.

### Прибережні ліси
Прибережні ліси, поширені уздовж річок та струмків Кімберлі, є ще одним типом рослинності, що зустрічається в екорегіоні. Їхній видовий склад залежить від режиму затоплення та ґрунтів. Зазвичай у прибережних лісах зустрічається багато дерев та чагарників, характерних для мусонних лісів. Дерева в лісах часто мають м'ясисті плоди, які є важливим джерелом їжі для багатьох диких тварин, а самі ліси забезпечують для них середовище проживання та притулок. Серед дерев, поширених у прибережних лісах екорегіону, слід відзначити червоний річковий евкаліпт (Eucalyptus camaldulensis), широколисту терміналію (Terminalia platyphylla), східну науклею (Nauclea orientalis) та плакучу мелалеуку (Melaleuca leucadendra), а також різні види фікусів (Ficus spp.), альфітоній (Alphitonia spp.), калофіллумів (Calophyllum spp.), канаріумів (Canarium spp.), криптокарій (Cryptocarya spp.), мускатників (Myristica spp.) та сизигіумів (Syzygium spp.). В підліску поширені водяні пандани (Pandanus aquaticus), весняні пандани (Pandanus spiralis), різні види антідесм (Antidesma spp.) та різноманітні сукуленти. Ліани у прибережних лісах не такі поширені, як у мусонних лісах, але у деяких районах поширена немісцева смердюча пасифлора (Passiflora foetida).

## Фауна

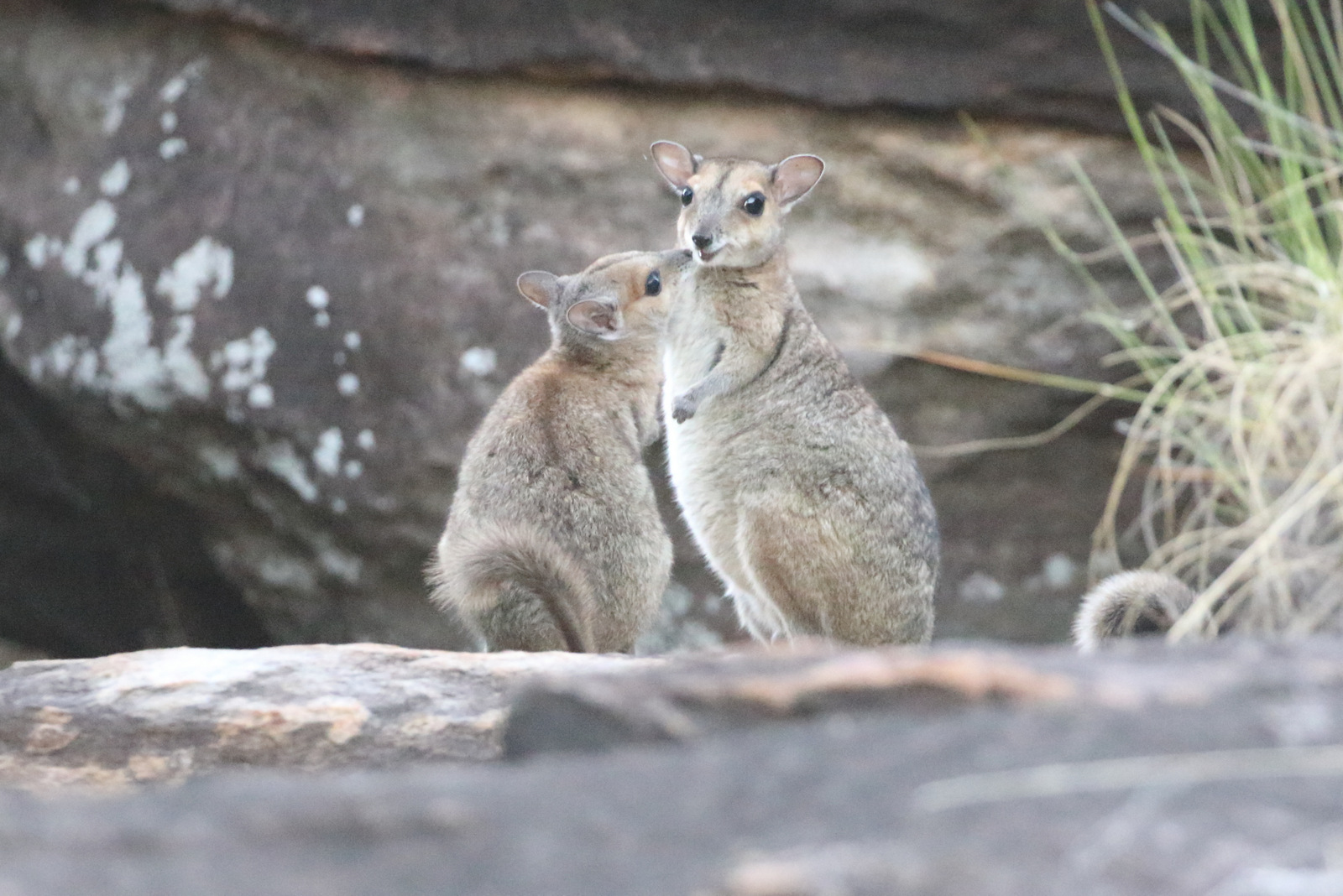
Карликові скельні валлабі (Petrogale burbidgei)

Серед поширених в екорегіоні ссавців слід відзначити прудкого валлабі (Notamacropus agilis), звичайного валлару (Osphranter robustus), антилопового кенгуру (Osphranter antilopinus), коротковухого скельного валлабі (Petrogale brachyotis), північного кігтехвостого валлабі (Onychogalea unguifera), набарлека (Petrogale concinna), північного квола (Dasyurus hallucatus), північного кузу (Trichosurus arnhemensis), лисячого кузу (Trichosurus vulpecula), скельного кускуса (Petropseudes dahli), цукрову сумчасту летягу (Petaurus breviceps), північного бурого бандикута (Isoodon macrourus), блідого пацюка (Rattus tunneyi), звичайного скельного щура (Zyzomys argurus), галькову мишу Джонсона (Pseudomys johnsoni), чорного крилана (Pteropus alecto) та австралійську єхидну (Tachyglossus aculeatus), а також собаку дінго (Canis lupus dingo). На південному заході екорегіону, у Дампірленді, зустрічаються кролячі бандикути або білбі (Macrotis lagotis). В районах ущелини Вінджана, ущелини Туннель-Крік та ущелини Данггу знаходяться великі печерні системи, які є прихистком для великих колоній рукокрилих, зокрема північних печерних кажанів (Vespadelus caurinus).
Золотисті бандикути (Isoodon auratus) та золотоспинні деревні щури (Mesembriomys macrurus) колись були широко поширені в екорегіоні, однак наразі вони зустрічаються лише у Північному Кімберлі, а риючі кенгурові щури (Bettongia lesueur) повністю вимерли в регіоні. Ендеміками екорегіону є кімберлійські сумчасті миші (Pseudantechinus ningbing), лускатохвості поссуми (Wyulda squamicaudata), карликові скельні валлабі або монджони (Petrogale burbidgei), кімберлійські скельні щури (Zyzomys woodwardi) та жовтогубі печерні кажани (Vespadelus douglasorum).
Серед поширених в екорегіоні птахів слід відзначити буру перепілку (Synoicus ypsilophorus), австралійську горлицю (Geopelia placida), бронзовошию горлицю (Geopelia humeralis), смугастохвостого коукала (Centropus phasianinus), чорного шуліку (Milvus migrans), шуліку-свистуна (Haliastur sphenurus), плямисту сову-голконога (Ninox connivens), райдужну бджолоїдку (Merops ornatus), синьокрилу кукабару (Dacelo leachii), золотисту розелу (Platycercus venustus), червоношийого лорікета (Trichoglossus rubritorquis), рожевоволого лорікета (Psitteuteles versicolor), австралійського папугу-червонокрила (Aprosmictus erythropterus), малого какаду (Cacatua sanguinea), червонохвостого какатоїса (Calyptorhynchus banksii), велику ойсею (Chlamydera nuchalis), бурого медовця (Lichmera indistincta), австралійського медівника (Philemon citreogularis), рудогорлого мієлєро (Conopophila rufogularis), північного медника (Stomiopera unicolor), тропічного медника (Ptilotula flavescens), сіроголового ріроріро (Gerygone chloronota), австралійського оругеро (Lalage tricolor), рудочеревого свистуна (Pachycephala rufiventris), білогрудого ланграйна (Artamus leucorynchus), чорнорябу віялохвістку (Rhipidura leucophrys), австралійську скунду (Grallina cyanoleuca), новогвінейську міагру (Myiagra nana), рудобокого корольця (Poecilodryas cerviniventris), довгохвостого діамантника (Poephila acuticauda), маскового діамантника (Poephila personata), малинову амадину-рубінчика (Neochmia phaeton), біловолу мунію (Heteromunia pectoralis) та райдужного папужника (Chloebia gouldiae). 
Ендеміками екорегіону є білопері голуби (Petrophassa albipennis), які живуть серед пісковикових скель, чорні трав'янчики (Amytornis housei), поширені серед пагорбів Північного Кімберлі, та кімберлійські медолюби (Territornis fordiana), які живуть у мусонних лісах, а майже ендемічними його представниками — маскові голуби (Geophaps smithii), північні триперстки (Turnix castanotus), австралійські піти (Pitta iris), фіолетовоголові малюри (Malurus coronatus), узбережні ріроріро (Gerygone tenebrosa), малі чубарці (Falcunculus whitei), скельні ядлівчаки (Colluricincla woodwardi), срібноспинні сорочиці (Cracticus argenteus) та жовтогузі мунії (Lonchura flaviprymna).

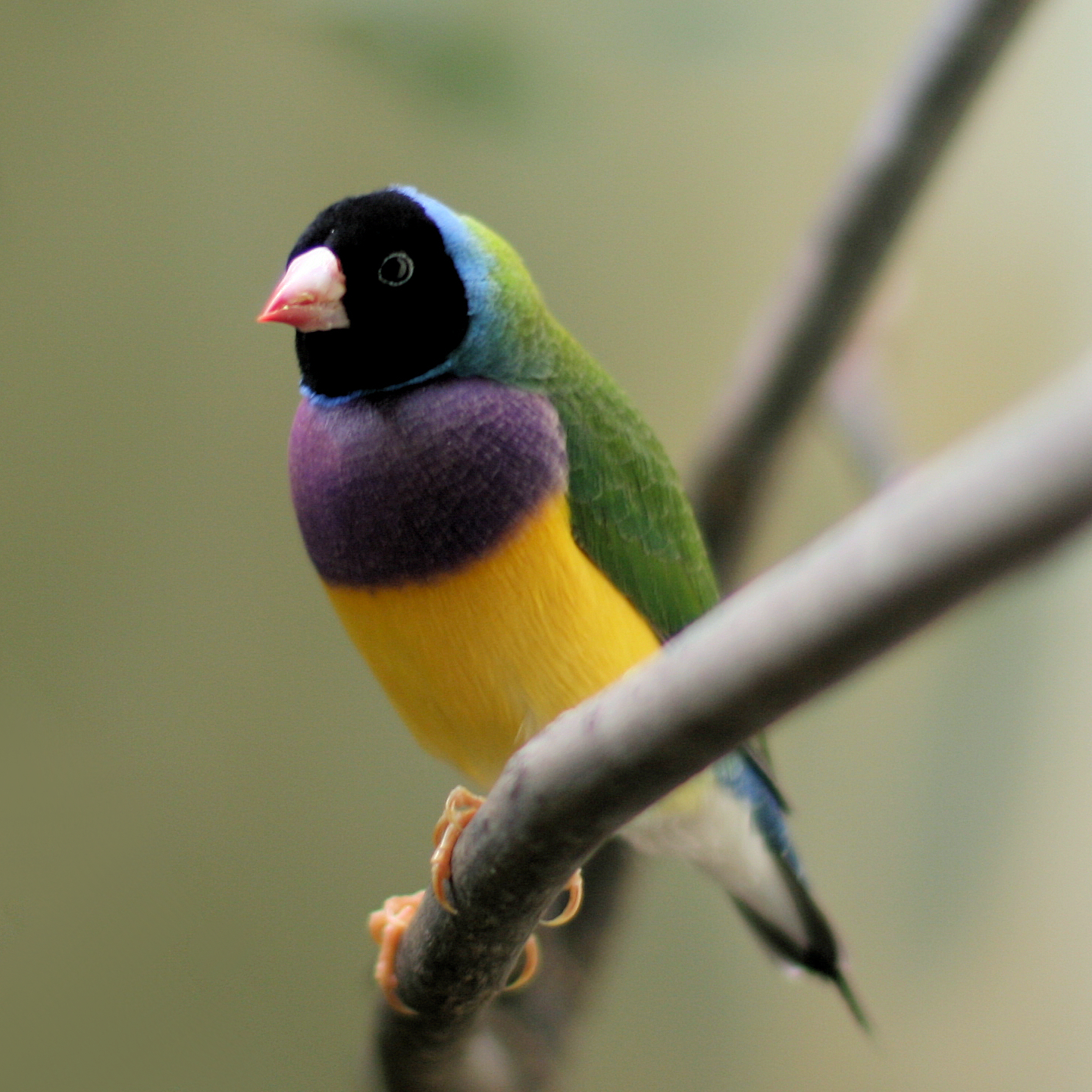
Райдужний папужник (Chloebia gouldiae)

Водно-болотні угіддя екорегіону є важливим середовищем існування для багатьох мігруючих та місцевих водоплавних і коловодних птахів, зокрема для бурих коровайок (Plegadis falcinellus) та урако (Anseranas semipalmata). Заплави річок Орд та Перрі-Крік, Восьмидесятимильний пляж та затока Роубак були визнані Рамсарськими водно-болотними угіддями міжнародного значення. Водосховища Аргайл та Кунунурра на річці Орд є важливим притулками для багатьох птахів під час сухого сезону. На цих озерах одночасно може збиратися до 200 000 птахів з 200 видів. Також у цих водосховищах живуть великі популяції австралійських прісноводних крокодилів (Crocodylus johnsoni). Скелясте узбережжя Північного Кімберлі та прилеглі острівці є домівкою для колоній чапель, бакланів та інших морських птахів, а також місцем, де відкладають яйця рідкісні морські черепахи.
Герпетофауна екорегіону характеризується високим рівнем ендемізму. Серед ендемічних геконів, поширених в регіоні Кімберлі, слід відзначити короткохвостого смугастого гекона (Strophurus mcmillani), кімберлійську скельну дтеллу (Gehyra occidentalis), крокодилову дтеллу (Gehyra xenopus), гребнепалого оксамитового гекона (Oedura filicipoda), стрункого оксамитового гекона (Oedura gracilis), тендітного оксамитового гекона (Amalosia obscura) та кімберлійського печерного гекона (Pseudothecadactylus cavaticus), серед сцинків — коричневого райдужного сцинка (Carlia johnstonei), коротконогого гребневухого сцинка (Ctenotus burbidgei), батогохвостого гребневухого сцинка (Ctenotus mastigura), кімберлійського клиномордого гребневухого сцинка (Ctenotus tantillus), кімберлійську егернію (Egernia douglasi), деревного сцинка Бронгерсми (Eremiascincus brongersmai), дапмпірлендського рівнинного сцинка (Lerista separanda), дапмпірлендського безногого сцинка (Lerista apoda), північного безногого сцинка (Lerista borealis), калумбурського безногого сцинка (Lerista kalumburu), прибережного кімберлійського сцинка (Lerista walkeri) та велетенського стрункого синьоязикого сцинка (Cyclodomorphus maximus), серед агам — кімберлійського бородатого дракона (Pogona microlepidota), чудового двосмугого дракона (Diporiphora superba) та кристал-крікського двосмугого дракона (Diporiphora convergens), серед змій — кімберлійського пітона (Morelia carinata), кімберлійського сліпуна (Anilios howi), ямпійського сліпуна (Anilios yampiensis), ордську суту (Suta ordensis) та дапмірлендську риючу змію (Simoselaps minimus), а серед амфібій — плоскоголову жабу (Limnodynastes depressus), печерну жабу (Ranoidea cavernicola), чудову квакшу (Ranoidea splendida), малу бородавницю (Uperoleia minima), дербійську бородавницю (Uperoleia aspera), товсту бородавницю (Uperoleia crassa), мармурову бородавницю (Uperoleia marmorata), бородавницю Мйоберга (Uperoleia mjobergii) та кротову бородавницю (Uperoleia talpa).

## Збереження

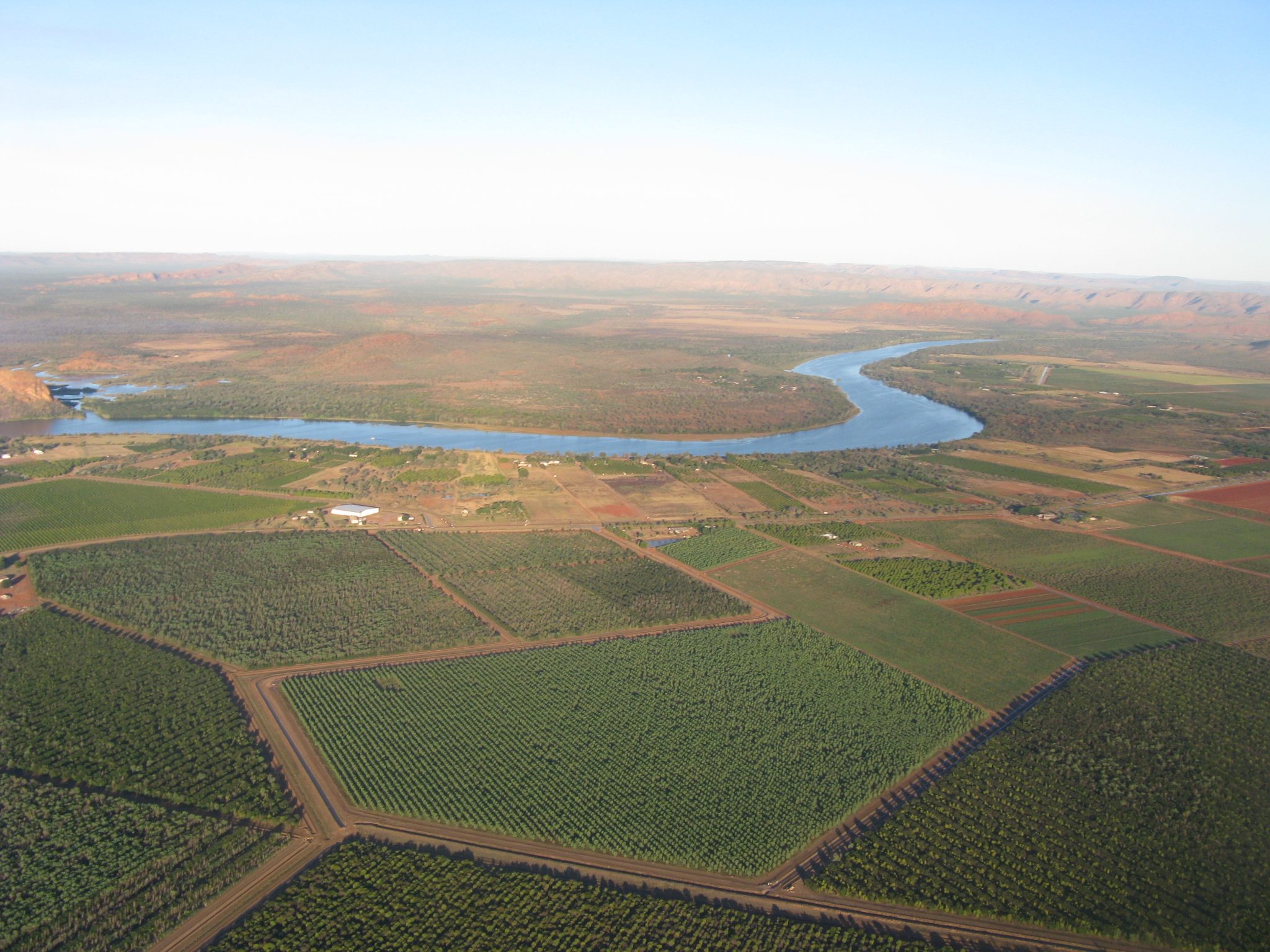
Сільськогосподарські угіддя в долині річки Орд

Більша частина екорегіону зазнала незначного втручання людини, за винятком басейну Дейлі, де близько 1500 км² лісів були перетворені на сади та пасовища, та заплави річки Орд, частину якої було затоплено водами водосховищ, а частину перетворено на сільськогосподарські угіддя. Основними загрозами для збереження природи регіону є розширення сільськогосподарських угідь, надмірний випас великої рогатої худоби та віслюків, зміни у режимі пожеж через заміну невеликих і частих пожеж, які навмисно розпалювалися аборигенами, на широкомасштабні стихійні пожежі, а також поширення інтродукованих тварин, таких як європейські кролі (Oryctolagus cuniculus), свійські коти (Felis catus) та звичайні лисиці (Vulpes vulpes). Деякі види інвазивних рослин, такі як звичайна нетреба (Xanthium strumarium), мексиканське пало-верде (Parkinsonia aculeata), чорні лікарські ягоди (Jatropha gossypiifolia), звичайна рицина (Ricinus communis) та смердюча пасифлора (Passiflora foetida), витісняють місцеві види та порушують пожежний і гідрологічний режим регіону.
Оцінка 2017 року показала, що 84 546 км², або 25 % екорегіону, є заповідними територіями. Природоохоронні території включають: Національний парк Дрісдейл-Рівер, Національний парк Кіп-Рівер, Національний парк Мітчелл-Рівер, Національний парк Принс-Реджент, Національний парк ущелини Данггу, Національний парк Міріма, Національний парк Грегорі, Заповідний парк Вунаамін-Мілівунді, Природний заповідник Орд-Рівер, Природний заповідник Чернлі-Рівер, Заповідник Маріон-Даунс, Заповідник Морнінгтон та Природний заповідник Кімберлійського плато. Також в межах екорегіону знаходиться низка аборигенних природоохоронних територій, якими опікуються громади явуру, барді, воррорра, вунамбал, нгаріньїн, йєїджі та вардаман.